# Souk El Thenine
Souk El Thenine è un comune dell'Algeria, situato nella provincia di Tizi Ouzou.